# Бойсе-билдинг
Бойсе-билдинг (англ. Boyce Building) ― многоэтажное здание в Чикаго, штат Иллинойс, названное в честь Уильяма Бойсе, американского журналиста и издателя. Оно также было штаб-квартирой скаутской организации «Lone Scouts of America» (рус. Одинокие скауты Америки). Здание включено в Национальный реестр исторических мест США.

## История
Будучи в деловой поездке в Лондоне, Уильям Бойсе встретил бойскаутов. Он отыскал лидера их организации, Роберта Баден-Пауэлла, и заинтересовался их деятельностью. Вернувшись в Чикаго, Бойсе основал отделение «Бойскауты Америки». Вскоре после этого он передал организацию в руки YMCA. В своей типографии Уильям намеревался печатать молодёжный журнал «Boys’ Life», однако YMCA отказалась. После этого Бойсе основал собственную организацию «Lone Scouts of America», штаб-квартирой которой должно было стать Бойсе-билдинг, проектирование которого Уильям поручил архитекторам Дениелу Бёрнему и Кристиану Экстрому. Бойсе-билдинг было построено в 1911 году. В нём Уильям Бойсе расположил свою типографию, где издавался журнал «Lone Scout» (рус. Одинокий скаут).
Изначально в Бойсе-билдинг было четыре этажа, однако Бойсе поручил достроить 8 этажей в 1921у. Его организация объединилась с бойскаутами три года спустя. 11 июня 1929 года Уильям Бойсе умер в своей квартире на верхнем этаже здания, которое является единственным сохранившимся сооружением, связанным с именем Бойсе. Два других здания издательства, офисное здание и его дома были снесены. 29 февраля 1996 года Бойсе-билдинг было внесено в Национальный реестр исторических мест США под номером 96000080.

## Архитектура
Бойсе-билдинг ― это двенадцатиэтажное офисное здание, фасад которого облицован светло-серым гранитом и красным кирпичом. Строение со стальным каркасом расположено на углу улиц Дирборн-стрит и Иллинойс-стрит. Здание было построено в три этапа с 1911 по 1923 год. Бойсе поручил фирме Дениела Бёрнема разработать проект здания, который был готов в 1911 году. Строительство четырёхэтажного здания Бойсе-билдинг было закончено в 1914 году. В его подвале находилась электростанция, а на первом этаже размещались пять печатных машин и почтовое отделение.
Кристиан Экстром спроектировал увеличение количества этажей в здании до 12-ти в 1921 году, оно было завершено в 1923 году. Экстром позаимствовал часть проекта Бернхэма, но отказался от конструкции мансардной крыши, сделав здание более цельным архитектурно, хотя и менее замысловатым. Терракотовый карниз Бойсе-билдинг был демонтирован в 1980-х годах.